# Edward Cavendish-Bentinck
Pour les articles homonymes, voir Cavendish-Bentinck.
Edward Charles Cavendish-Bentinck (3 mars 1744 - 8 octobre 1819), est un homme politique britannique qui siégea à la Chambre des communes de 1766 à 1802. 

## Biographie
Il est le deuxième fils de William Bentinck (2e duc de Portland), et de Margaret Cavendish Harley, fille d'Edward Harley (2e comte d'Oxford). Il est le seul frère du Premier ministre William Cavendish-Bentinck (3e duc de Portland). Il fait ses études à Westminster School et à Christ Church, Oxford, et fait un Grand Tour entre 1764 et 1766. 
Il siège comme député de Lewes entre 1766 et 1768,, pour Carlisle entre 1768 et 1774 , pour le Nottinghamshire entre 1774 et 1796   et pour Clitheroe entre 1796 et 1802 . Le siège de Clitheroe aurait été acheté par le duc de Portland à la famille Lister pour 4 000 £. Cependant, l'argent n'a pas pu être trouvé et Thomas Lister obtient une pairie sur la recommandation de Portland à titre de compensation. Malgré sa longue carrière parlementaire, il n'a jamais occupé de poste ministériel. 

## Famille
Il épouse Elizabeth, fille du dramaturge Richard Cumberland, en 1782. Ils ont deux fils (dont William Bentinck (prêtre)) et deux filles. Il aurait été sauvé de difficultés financières par son frère aîné, mais aurait passé les dernières années de sa vie à Bruxelles, apparemment en raison de contraintes financières. Il est mort en octobre 1819 à 75 ans. son épouse est morte en 1837. 